# 外間守吉
外間 守吉 （ほかま しゅきち、1949年10月8日 - ）は、日本の政治家、実業家。元沖縄県与那国町長（4期）、元与那国町議会議員（3期）。福山海運代表社員。

## 来歴
沖縄県八重山郡与那国町祖内生まれ。沖縄国際大学卒業。大学卒業後、福山海運専務を経て、1978年に与那国町議会議員に初当選する。町議を3期務め、1986年から1990年まで与那国町議会議長を務めた。
2005年、尾辻吉兼町長の死去に伴う与那国町長選挙に自由民主党、公明党の推薦を受けて出馬し、初当選。
2009年の町長選では、民主党が支援する元与那国町副参事の田里千代基を破り再選。この町長選では、与那国島への陸上自衛隊誘致の是非も争点化していたが、外間は誘致推進を掲げていた。
2013年の町長選では、自由民主党公認で出馬し、日本共産党、社会民主党、沖縄社会大衆党の推薦を受け、陸上自衛隊誘致反対を掲げる元与那国町福祉課長の崎原正吉を47票の僅差で破り、3選を果たした。
2017年の町長選では、自由民主党公認で出馬し、多選批判と町政刷新を掲げる保守系で前与那国町議会議長の糸数健一を27票の僅差で破り、4選を果たした。
2020年10月、任期満了に伴い2021年8月に行われる町長選挙に出馬せず退任する意向を示した。
2021年8月8日に行われた町長選挙では後継候補として前与那国町議会議長の前西原武三を擁立したが糸数に敗れ落選した。
2024年4月29日の春の叙勲で旭日小綬章を受章した。

## 与那国町への陸上自衛隊の誘致
2013年3月20日に面会した左藤章防衛大臣政務官に対し、外間は「基地設置の迷惑料」の名目で、日本政府に10億円を要求。沿岸警備を含めた国防上の意義については「国が考えること」とし「町の経済効果が最優先」と説明した。外間は10億円の根拠として2012年の予算に与那国島の自衛隊用地取得調査費用の名目で10億円が計上されていることを挙げ、島民は10億円全てが島に入ると思っており金額面で一切妥協は出来ないとした。政府側は、計上した予算10億円は調査費用を含めた総額であり、そのうち地代は1億円程度を見込んでいるとし、10億円の要求には国民への説明が果たせないので応じられないと回答した。これに対し、外間は「要求に見合わない額なら私は島民から『国賊』扱いされる。強い姿勢で交渉していきたい」と強調、現状提示の金額では基地の設置には応じられず交渉が決裂してもやむなしとした。これを受けて防衛省は他の島への基地建設の検討に入った。そのため迷惑料10億円は撤回するに至ったが、引き続き自衛隊側にはゴミ処理施設などの最大限の金銭的協力を求めていく立場は崩していない。